# Pallavolo ai XVII Giochi panamericani
La pallavolo ai XVII Giochi panamericani si è svolta a Toronto, in Canada, dal 16 al 26 luglio 2015. Hanno preso parte ai Giochi otto squadre maschili e altrettante femminili.

## Squadre qualificate
Oltre al Canada quale paese ospitante, nei due tornei, maschile e femminile, sono qualificate automaticamente le prime quattro squadre del ranking della FIVB che fanno parte della NORCECA, e le prime tre squadre della CSV.

### Torneo maschile
Nella tabella a seguito le squadre qualificate per il torneo maschile:
| NORCECA                             | CSV                        | Paese ospitante |
| ----------------------------------- | -------------------------- | --------------- |
| Cuba Stati Uniti Porto Rico Messico | Brasile Argentina Colombia | Canada          |

### Torneo femminile
Nella tabella a seguito le squadre qualificate per il torneo femminile:
| NORCECA                                     | CSV                    | Paese ospitante |
| ------------------------------------------- | ---------------------- | --------------- |
| Cuba Stati Uniti Porto Rico Rep. Dominicana | Brasile Argentina Perù | Canada          |

## Calendario
Le competizioni avranno luogo in 11 giorni, vedendo protagonisti, a giorni alterni, le donne e gli uomini.
|  | Turno preliminare |  | Quarti di finale |  | Semifinali | M | Finali |

| Luglio | 16 Gio | 17 Ven | 18 Sab | 19 Dom | 20 Lun | 21 Mar | 22 Mer | 23 Gio | 24 Ven | 25 Sab | 26 Dom | Medaglie d'oro |
| ------ | ------ | ------ | ------ | ------ | ------ | ------ | ------ | ------ | ------ | ------ | ------ | -------------- |
| Uomini |        |        |        |        |        |        |        |        |        |        | M      | 1              |
| Donne  |        |        |        |        |        |        |        |        |        | M      |        | 1              |

## Podi
| Evento                      | Oro         | Argento | Bronzo          |
| Torneo maschile (dettagli)  | Argentina   | Brasile | Canada          |
| Torneo femminile (dettagli) | Stati Uniti | Brasile | Rep. Dominicana |